# Ofiolit
Ofiolit je kamnina iz skupine ultramafičnih in mafičnih kamnin in je del Zemljine oceanske skorje in spodnjega zgornjega plašča, ki je bil dvignjen in izpostavljen nad morsko gladino ter pogosto nameščen na kamnine kontinentalne  skorje.
Grško beseoa ὄφις, ophis (kača) najdemo v imenu ofiolitov zaradi površinske teksture nekaterih od njih. Serpentinit še posebej spominja na kačjo kožo. Pripona lite iz grškega lithos pomeni »kamen«. Nekateri ofioliti imajo zeleno barvo. Izvor teh kamnin, ki so prisotne v številnih gorskih masivih, je ostal negotov do pojava teorije tektonskih plošč.
Njihov velik pomen je povezan z njihovim pojavljanjem v gorovjih, kot so Alpe in Himalaja, kjer dokumentirajo obstoj nekdanjih oceanskih kotlin, ki so bile zdaj porabljene zaradi subdukcije. Ta vpogled je bil eden od temeljnih stebrov tektonike plošč in ofioliti so vedno igrali osrednjo vlogo v teoriji tektonskih plošč in razlagi starodavnih gorovij.

## Psevdostratigrafija in definicija
Stratigrafsko podobno zaporedje, opaženo v ofiolitih, ustreza procesom oblikovanja litosfere na srednjeoceanskih hrbtov. Od zgoraj navzdol so plasti v zaporedju:
- Pelagični sedimenti: večinoma kremenčev mulj, apnenčast mulj in rdeče gline, odložene od nastanka skorje.
- Ekstruzivno zaporedje: bazaltne blazinaste lave kažejo stik magme/morske vode.
- Kompleks pokritih dajkov: navpični, vzporedni dajki, ki so zgoraj napajali lavo.
- Intruzivi na visoki ravni: izotropni gabro, ki kaže na frakcionirano magmatsko ognjišče.
- Plastnat gabro, ki nastane zaradi usedanja mineralov iz magmatskega ognjišča.
- Kumulirani peridotit: z dunitom (olivenitom) bogate plasti mineralov, ki so se usedle iz magmatsko ognjišče.
- Tektonitiziran peridotit: s harzburgitom/lercolitom bogata plaščna kamnina.

Penroseova konferenca Geološkega društva Amerike o ofiolitih leta 1972 je izraz ofiolit opredelila tako, da vključuje vse zgoraj naštete plasti, vključno s plastjo usedline, ki je nastala neodvisno od preostalega ofiolita. Ta definicija je bila pred kratkim izpodbijana, ker so nove študije oceanske skorje, ki so jih izvedli program Integrated Ocean Drilling Program in druga raziskovalna križarjenja, pokazale, da je in situ oceanska skorja lahko precej spremenljiva v debelini in sestavi ter da ponekod prekriti nasipi ležijo neposredno na peridotitnem tektonitu, brez vmesnih gabrov.

## Nastanek in postavitev
Ofioliti so bili identificirani v večini svetovnih orogenih pasov. Vendar se razpravlja o dveh komponentah tvorbe ofiolitov: izvoru zaporedja in mehanizmu za vgradnjo ofiolitov. Umestitev je proces dvigovanja zaporedja nad celinsko skorjo manjše gostote.

### Izvor kot oceanska skorja
Več študij podpira sklep, da so ofioliti nastali kot oceanska litosfera. Študije strukture seizmične hitrosti so zagotovile večino trenutnega znanja o sestavi oceanske skorje. Iz tega razloga so raziskovalci izvedli seizmično študijo ofiolitnega kompleksa (Bay of Islands, Nova Fundlandija), da bi vzpostavili primerjavo. Študija je zaključila, da sta oceanski in ofiolitni hitrostni strukturi enaki, kar kaže na izvor ofiolitnih kompleksov kot oceanske skorje. Opazovanja, ki sledijo, podpirajo ta sklep. Kamnine, ki izvirajo iz morskega dna, kažejo kemično sestavo, primerljivo z nespremenjenimi ofiolitnimi plastmi, od elementov primarne sestave, kot sta silicij in titan, do elementov v sledovih. Kamnine morskega dna in ofiolitne kamnine imajo malo kamnin, bogatih s kremenom; prisotni imajo visoko vsebnost natrija in nizko vsebnost kalija. Temperaturni gradienti metamorfoze ofiolitnih blazinastih lav in dajkov so podobni tistim, ki jih danes najdemo pod oceanskimi hrbti. Dokazi iz nahajališč kovinskih rud, ki so prisotne v ofiolitih in blizu njih, ter iz izotopov kisika in vodika kažejo, da so se ob prehodu morske vode skozi vroč bazalt v bližini hrbtov raztopili in prenašali elementi, ki so se oborili kot sulfidi, ko je segreta morska voda prišla v stik s hladno morsko vodo. Isti pojav se pojavi v bližini oceanskih hrbtov v formaciji, znani kot hidrotermalni vrelci. Zadnji dokazi, ki podpirajo izvor ofiolitov kot morskega dna, je območje nastanka sedimentov nad blazinastimi lavami: odloženi so bili v vodi več kot 2 km globoko, daleč stran od sedimentov s kopnega. Kljub zgornjim opažanjem obstajajo nedoslednosti v teoriji ofiolitov kot oceanski skorji, kar nakazuje, da na novo nastala oceanska skorja sledi celotnemu Wilsonovemu ciklu, preden se umesti kot ofiolit. To zahteva, da so ofioliti veliko starejši od orogeneze, na kateri ležijo, torej stari in hladni. Vendar pa je radiometrično in stratigrafsko datiranje pokazalo, da so se ofioliti vgradili, ko so bili mladi in vroči: večina jih je starih manj kot 50 milijonov let. Ofioliti torej ne morejo slediti celotnemu Wilsonovemu ciklu in veljajo za netipično oceansko skorjo.

### Ofiolitna vgradnja
Še vedno ni soglasja o mehaniki umestitve, procesa, s katerim se oceanska skorja dvigne na kontinentalne robove kljub relativno nizki gostoti slednjih. Kljub temu imajo vsi postopki vgradnje enake korake: začetek subdukcije, narivanje ofiolita čez kontinentalni rob ali prevladujočo ploščo na coni subdukcije in stik z zrakom.

## Pomembni ofioliti
Primeri ofiolitov, ki so vplivali na preučevanje teh kamnitih teles, so:
- Ofiolit obalnega območja v kalifornijskem obalnem območju, od Santa Barbare do okrožij San Francisco v Kaliforniji.
- Ofiolit Semail v Omanu in Združenih arabskih emiratih, ki velja za enega najbolje izpostavljenih ofiolitnih zaporedij
- Ofiolit Troodos v gorovju Troodos na Cipru, gospodarsko zanimiv, saj vsebuje nahajališča bakra na Cipru (po katerem je baker dobil ime)
- Otok Macquarie, Tasmanija, Avstralija je bil leta 1997 vpisan na Unescov seznam svetovne dediščine, kot »edini znani primer ofiolitnega ... kompleksa v procesu nastajanja in trenutno v prvotnem geološkem okolju«.[8]
- Ofiolit Bay of Islands v narodnem parku Gros Morne na Novi Fundlandiji, ki je bil leta 1987 uvrščen na Unescov seznam svetovne dediščine zaradi odlično izpostavljenega celotnega stratigrafskega zaporedja ofiolitov.[9]
- Yakuno, Horokanai in Poroširi, tri polna ofiolitna zaporedja na Japonskem
- Ofiolitni pas Dun Mountain, Južni otok, Nova Zelandija. Skalni dunit je dobil ime po tem kraju.[10]
- Ofiolitni kompleks Zambales,[11] vključno z blokoma Coto in Acoje, Luzon, Filipini. ~45 milijonov let star ofiolit Zambales je del kleti kompleksa otoškega loka Luzon.[12]
- Naga Hills in andamanski ofiolitni pas, severovzhodna Indija[13]
- Neoproterozojski ofioliti osrednje vzhodne puščave, Egipt (El Baharija, 2018).
- Himalajski ofioliti, Nidar, Šergol (Manas in drugi., 2021)